# Kunsthaus Malmedé

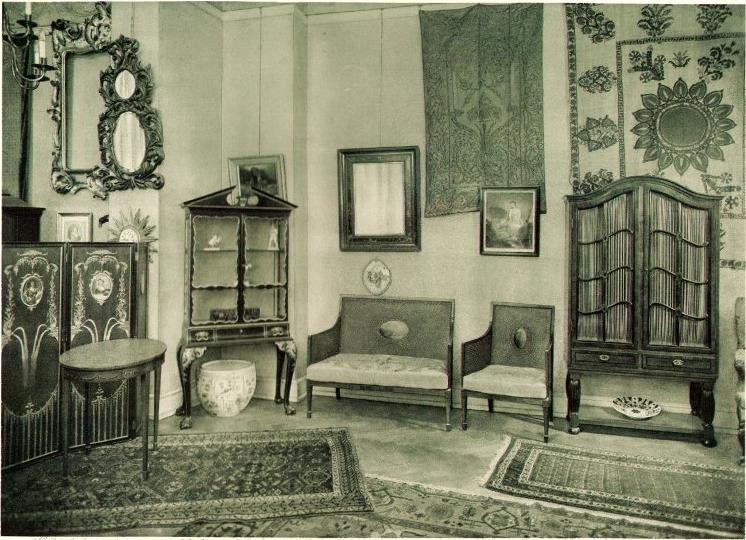
Interieur van kunsthandel Malmedé en Geissendörfer, Keulen. Ca. 1905.

Kunsthaus Malmedé is een voormalige kunst- en antiekhandel in Keulen.
De kunsthandel werd voor de Eerste Wereldoorlog opgericht als Kunsthandlung Malmedé & Geissendörfer en was gevestigd aan Unter Sachsenhausen 33 in Keulen. Later zette mede-eigenaar Arthur Malmedé de firma op hetzelfde adres zelfstandig voort onder de naam Kunsthaus Malmedé.
Malmedé gaf van 1933 tot 1940 een tentoonstellingcatalogus uit, getiteld Kunsthaus Malmedé, Köln. Tijdens de Tweede Wereldoorlog speelde zij een actieve rol in de aankoop van kunstwerken uit de door Duitsland bezette gebieden. Na de oorlog werden deze kunstwerken teruggegeven aan de landen van herkomst.